# Jeanne Leleu

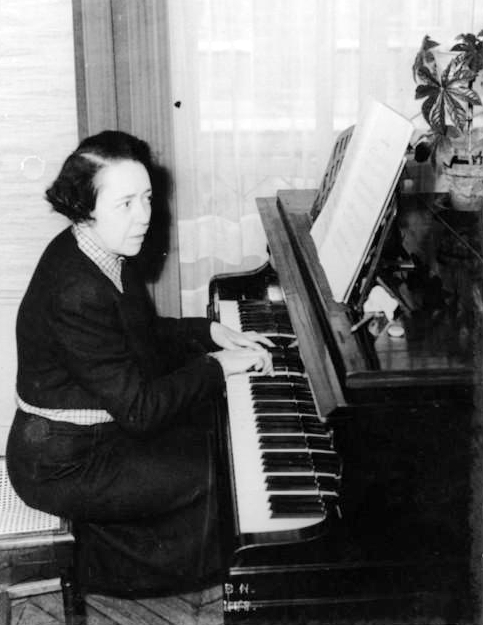
Jeanne Leleu

Jeanne Leleu (* 29. Dezember 1898 in Saint-Mihiel; † 11. März 1979 in Paris) war eine französische Komponistin und Pianistin.

## Leben
Leleu, die Tochter eines Militärkapellmeisters und einer Klavierlehrerin, trat bereits im Alter von neun Jahren ins Conservatoire de Paris ein. Sie studierte hier Klavier bei Marguerite Long, Harmonielehre bei Auguste Chapuis, Kontrapunkt und Fuge bei Georges Caussade und Komposition bei Charles-Marie Widor. Außerdem hatte sie auch Klavierunterricht bei Alfred Cortot.
1910 spielte sie mit Geneviève Durony in der Salle Gaveau die Uraufführung des vierhändigen Klavierstücks Ma mère l'oye von Ravel, der von ihr so beeindruckt war, dass er ihr drei Jahre später sein Prelude widmete. 1923 gewann sie mit der Kantate Béatrix den Ersten Premier Grand Prix de Rome. Während des mit dem Preis verbundenen Aufenthaltes in der Villa Medici in Rom entstanden mehrere Orchesterwerke und eine Schauspielmusik zu Euripides’ Satire Der Zyklop.
1931 veröffentlichte Leleu die dreiteilige sinfonische Suite Transparences, die 1933 von Walter Staram uraufgeführt wurde. Neben weiteren Orchesterwerken und zwei Balletten komponierte sie zahlreiche Klavierstücke. Seit 1947 war sie Professorin am Conservatoire de Paris.
Ersteinspielungen ihrer Werke erfolgten erst durch die Wiederentdeckung der Komponistin im Jahr 2024 durch das französische Plattenlabel La Boîte à Pépites.

## Werke
- Quatuor für Klavier und Streicher, 1922
- Béatrix, Kantate, 1923
- Suite symphonique für Blasinstrumente, 1926
- Esquisses italiennes für Orchester, 1926
- Deux Danses für Orchester, 1927
- Le Cyclope, Schauspielmusik, 1928
- Transparences, dreiteilige sinfonische Suite, 1931:
  - L'arbre plein de chants (nach André Gide),
  - Miroir d'eau (nach Fragments du Narcisse von Paul Valéry),
  - Etincelles d'été (nach La jeune Parque von Valéry)
- Croquis de théâtre, UA 1932
- Concerto pour piano et orchestre, 1937
- Jour d'été, Ballett, UA 1939
- Femmes, Orchestersuite in vier Teilen 1947
- Virevoltes, Orchestersuite, 1957
- Nantéos, Ballett, 1957
- Cortège d’Orphée
- Fronton antique
- Par les rues éclatantes für Klavier
- Pochades, vier Klavierstücke
- En Italie, zehn Klavierstücke